# Parafia św. Jozafata w Filadelfii
Parafia św. Jozafata w Filadelfii (ang. St. Josaphat's Parish) – parafia rzymskokatolicka położona w Filadelfii w stanie Pensylwania w Stanach Zjednoczonych.
Jest ona wieloetniczną parafią w archidiecezji Filadelfia, z mszą św. w j. polskim dla polskich imigrantów.
Ustanowiona 1898 roku i dedykowana św. Jozafatowi.

## Nabożeństwa w j. polskim
- Niedziela – 8:00

## Szkoły
- Holy Child Catholic School